# Put Your Money Where Your Mouth Is
Put Your Money Where Your Mouth Is è un brano del gruppo musicale australiano Jet, primo singolo estratto dal secondo disco in studio Shine On.
Il singolo è stato presentato per la prima volta al Festivalbar 2006. La critica ha messo in risalto l'uso da parte dei Jet dello stesso titolo di una canzone degli Oasis, tratta dall'album Standing on the Shoulder of Giants, del 2000.
Il brano è caratterizzato dalla voce in falsetto del cantante Nic Cester.